# Галиче
 Тази статия е за селото.  За обектът в Антарктида вижте Галиче (скала).  
Га̀личе е село в северозападна България. То се намира в община Бяла Слатина, област Враца.

## География
Селото се намира в Дунавската равнина, в котловината от двете страни на река Скът. Разстоянието до общинския център град Бяла Слатина е 14 км, а до областния център град Враца е 55 км. Граничи със селата: на запад – Липница (7 км), на север – Крушовица и Селановци, на изток – Бърдарски Геран и Кнежа, и на юг – Търнава (7 км) и Алтимир. Климатът в селото е умереноконтинентален с хладна и ветровита пролет, горещо и сухо лято, топла есен и студена зима.

## История
Районът на Галиче е обитаван още в праисторическо време от човешки общества. В различни местности около селото са намерени следи от селища от ранната и от късната медно-каменна епоха, както селище и некропол от ранния период на бронзовата епоха.
Изключително богати културни паметници са оставили траките в района на Галиче. Установени са девет тракийски селища, обитавани от тракийски общества през различни исторически епохи. Открити са и близо 40 тракийски надгробни могили, които допълнително свидетелстват, че районът на Галиче е бил голям тракийски център преди римската инвазия.
През 1918 г. в местността Гложеца (Чуката) Цанка Нешкова намира случайно изровени от пороя 24 кръгли сребърни апликации с позлата. 10 от тях тя раздава на свои близки, които впоследствие ги продали. Останалите 14 броя са изпратени от кмета в Археологическия музей в София, но за съжаление от там не пратили екип да посети на място находището.
По римско време селото е било кръстопът между: единият път е минавал от с. Гиген (Улпия Ескус – римски град, създаден по времето на император Траян през 106 г.), през Галиче (местностите „Сънтина бабка“ и „Тево дърво“) и продължавал през Бяла Слатина за Червен Бряг (тогавашен римски център), а другият път, минаващ през селото, е идвал от Лом и е минавал през местностите „Прапора“ и „Червената урва“, към Бяла Слатина и Червен бряг. Въпросните пътища са съпроводени на интервали с могили, запазени до наши дни, най-вероятно някогашни ориентири.
Днешното село Галиче е разположено върху развалините на две последователни по време средновековни български селища – едното от времето на Първото българско царство, а другото от Второто българско царство.
Писмени сведения, за населеното място Галиче, се появяват в турски документи от началото на XV век, от което следва, че селищата от Първото и Второто български царства са заварени от османските завоеватели в края на XIV в. През периода на османската власт в България, за селото е останало като предание, че турчин в селото не е замръквал или ако е, то на сутринта от селото излизал само конят му.

## Население
Преброяване на населението през 2011 г.
Численост и дял на етническите групи според преброяването на населението през 2011 г.:
|                     | Численост | Дял (в %) |
| Общо                | 1976      | 100.00    |
| Българи             | 1463      | 74.03     |
| Турци               | 17        | 0.86      |
| Цигани              | 130       | 6.57      |
| Други               | 0         | 0.00      |
| Не се самоопределят | 0         | 0.00      |
| Неотговорили        | 349       | 17.66     |

## Религии
Християни – Църковен храм „Св. Тройца“, намиращ се в центъра на селото, с енорийски протойерей Галин Каменов. Храмът е построен през 1892 г. със съпричастността на цялото село. Но още пре 1858г. в с. Галиче е ръкоположен за свещеник Георги Петков Крашигорски, който върху празен лист в едно евангелие записал собственоръчно следното: „Село Галиче, енорийски свещенник Георги Петковъ рукоположенъ на 1858 годинъ 17 майа хиляда и осамстотинъ и петдеся и осма годинъ“ и по-надолу „Това Евангелие купи го Влчо Цековъ 1879, 19 августъ за гроша 115. Подписахъ аз свещенникъ Георги Петковъ Крашигорски“. От 2011 г. в храма, всяка неделя и в празнични дни, се отслужва света литургия.
Мюсюлмани – Джамия от 2000 г., разположена в ромския квартал.Една от малкото джамии в Северозападна България.
От 26.05.2003 г. е регистрирана Християнска евангелска/протестантска/домашна църква с около 30 членове.

## Културни и природни забележителности
- Паметник на героите, загинали във войните за освобождение на България.
- В околностите на с. Галиче, през 1918 г. е открито сребърно тракийско съкровище, състоящо се от 14 сребърни фалери, с изображения на жена, конник и розети. Изкусно изработено и позлатено. Съкровището датира от II–I век пр.н.е., малка част от което било видяно във Виена през 1970 г. в музей. Също така в околностите на селото има много могили и тракийски гробници. Някои от тях са: „Батова могила“, „Ценкова могила“, „Разкопана могила“. И трите се намират в най-високите точки в околията. Също така интересни забележителности са местностите: „Червената урва“, „Дулеца“, „Пищова падина“, „Меча дупка“, „Тево дърво“, „Обретен“.
- Има пет действащи чешми с изворна вода:чешмата в парка, в центърът на селото; „Пишурата“; „Пиката“; „Стублата“ и чешмата в областта „Манастира“, която от предания се знае, че в околностите ѝ е имало манастир по времето на османската власт, водата от чийто извор се е смятала за лековита в древността
- Дървото „Данфоров горун“, намиращо се в землището „Прапора“, носещо името на момък от селото Данфор по времето на османската власт.
- През 2023 г. е извършен цялостен ремонт на площта около паметника на геройте и църквата, заслуга за което има кметът Страхил Стоянов със сътрудничеството на община Бяла Слатина, което допринася за промяна цялостния облик на площада и централната част на селото.
- През 2023 г. е извършен и цялостен ремонт на една от старите изворни чешми „Пишурата“, осъществен от сдружение „Роден двор“.

## Образование
- Средно училище СУ „Христо Ботев“, „основите“ на което са поставени през далечната 1937 г., като наследява още по-старото училище, построено през 1847 г., в което през 1857 г. бащата на революционера Лукан Галишки, довежда от Враца учителя поп Ангелаки. След Овобождението – 1878 г., ентусиазмът на галичани е толкова голям, че те събарят построеното през 1847 г. училище и построяват ново с четири класни стаи и учителска стая. През 1919 г. е направена пристройка и е открита Галишката народна прогимназия. За начало на образователно дело в с. Галиче обаче може да се говори още от 1835 г., когато поп Симеон, ученик на Софроний Врачански, събира пет – шест момчета и открива първото училище в селото. В началото той обучава учениците в дома си, но по-късно за класна стая е приспособена землянка. Делото на поп Симеон продължават учителите Сава Данов и Георги Петков Крашигорски, който идва от с. Долна Кремена през 1854 г. и учителствува в Галиче до Кримската война, по времето на която училището е закрито. През 1858 г. Крашигорски е ръкоположен за свещеник в с. Галиче под името поп Гешо. Този „благ учител“, както го наричали, през 1851 г. открива училището в с. Липница, но преди това учителства и в с. Борован. През 1871 г. в Галиче се установява учителят Петър П. Пъргов от гр. Лясковец, който въвежда светско обучение, а неговият брат Димитър П. Пъргов учителства по същото време в Бяла Слатина.
- Детска градина

## Редовни събития
- Всяка година през втора събота и неделя от месец юни се провежда селски събор
- Всеки вторник се провежда стоков пазар на центъра на селото
- Всяка година през месец май се провежда фолклорният фестивал „Данфорови ритми“
- Фолклорен фестивал „На мегдана край чешмата“

## Други
На селото е кръстено скално образувание на нос Сомовит на източния бряг на остров Робърт от групата на южните Шетландски острови, Антарктида.

## Личности
- Георги Савов – революционер от ВМОРО, четник на Лука Иванов[4]
- Цоньо Василев Неделкин – поет
- Лукан Игнатов Тодоров – станал известен като Лукан Галишки (1845 – 1876 г.). Отявлен съратник в освободителния период. Изпълнява „етапно куриерство“ от Влашко през Оряхово за Враца. Предание гласи, че бил страшилище за турския войник. Също така в дома на Лукан Галишки е пренощувал Васил Левски. По-късно той бил заловен и вкаран в затвора в гр. Русе, където и умира. Говори се, че бил отровен от турски готвач и че бил погребан след това от баба Тонка.[2][5]
- Георги Петков Кръшигорски – роден в с. Горна Кремена, дошъл в с. Галиче за учител през 1854 г., през 1858 г. е ръкоположен за свещеник в селото
- Тодор Симеонов Тупанкьов – четник в четата на Хаджи Димитър и Стефан Караджа през 1868 г.[2]